# Homunculus (gênero)
Homunculus é um gênero fóssil de macaco do Novo Mundo que viveu na Patagônia durante o Mioceno. Duas espécies são conhecidas: Homunculus patagonicus e Homunculus vizcainoi, que são conhecidas a partir de material encontrado na Formação Santa Cruz, no extremo sul da Argentina. Alcançando uma latitude de ~55°S na época em que viveu, foi o primata mais ao sul já registrado.